# Rachmiel Merkel

Rachmiel Merkel, der Begründer des Möbelhauses R. Merkel

Rachmiel Merkel (* 1843; † 4. Juni 1907 in Lemberg), sein Vorname manchmal auch Rachmil geschrieben, war der Begründer und Inhaber des bedeutenden Möbelhaus R. Merkel während der österreich-ungarischen Doppelmonarchie in Lemberg.

## Biographie
1868 gründete Rachmiel Merkel sein Unternehmen, die Adresse war an der ul. Trybunalska 8 (heute Schewska wulyzja (Шевська вулиця)). Er war Kaufmann und brachte es bald zu großem Reichtum und konnte Realitätenbesitzer werden. Er heiratete Rosa geb. Weinreb und gemeinsam hatten sie vier Kinder: Hermann, der später mit Salomea Merkel verheiratet war; Adolf, der mit Karolina Merkel verehelicht war; Friederika, die einen Philipp Finsterbusch heiratete, und Klara, die Dr. Solomon Handel als Ehemann hatte. Aus diesen Ehen entstanden weitere Enkelkinder.
Die Kunden gehörten zu den höchsten in der gesamten Monarchie. Am 27. August 1891 stattete der Erzherzog Leopold Salvator von Österreich-Toskana dem Möbelhaus einen Besuch ab. Der Initiative des Firmenchefs Rachmiel Merkel, seinen persönlichen Anregungen wie seiner kaufmännischen Tüchtigkeit war es in erster Linie zu verdanken, dass er in Anerkennung seiner vielfachen Verdienste auf dem Gebiete kunstgewerblicher Tätigkeit die Auszeichnung eines k.u.k. Hoflieferanten erhielt.
Rachmiel Merkel starb nach längerer Krankheit im Alter von 64 Jahren. Sein Sohn Adolf Merkel übernahm die Geschäfte und konnte sie erfolgreich weiter ausbauen.
Das Unternehmen hatte unter dem Ersten Weltkrieg und der Zusammenbruch der Monarchie zu kämpfen, da ein Teil des Absatzmarktes wegbrach. Im Zweiten Weltkrieg wurde die Familie Merkel auf Grund ihrer jüdischen Abstammung Opfer des Holocausts und wurden entweder vertrieben oder umgebracht, das Unternehmen wurde vermutlich arisiert und bestand spätestens nach Ende des Weltkrieges nicht mehr.